# Ladingin
Das Ladingin, auch Ladingan, Mermoe Pakpak, Mermu Pakpak, ist ein Schwert aus Sumatra.

## Beschreibung
Das Ladingin hat eine gerade, einschneidige, bauchige Klinge. Die Klinge wird vom Heft zum Ort breiter. Die Klinge hat weder Hohlschliff noch Mittelgrat. Der Klingenrücken ist gerade und länger als die Schneide. Die Schneide wird im Ortbereich bauchig und verläuft abgerundet zum Ort. Der Knauf besteht in der Regel aus Horn. Er hat kein Parier und ist in verschiedenen Arten geschnitzt und verziert. Die gebräuchlichsten sind:
- Der Knauf ist am Ende ähnlich wie Hörner gearbeitet. Die Hörner sind am Ende flach und abgerundet. Diese Form nennt man Sukul Ngangan oder Sukul Katungangan. Er gehört zur Gruppe des Sukul-Hefts.
- Die zweite Form sieht einem verknoteten Katzenschwanz ähnlich oder wird danach benannt (indon. Hulu Iku Mie, engl. as the knotted cat’s Tail).

Die Scheiden bestehen aus Holz und sind mit Rattanbändern umwickelt. Am Ortbereich ist bei manchen Versionen eine dünne Spitze ausgearbeitet. Das Ladingin wird von Ethnien aus Sumatra benutzt.